# Kate McGarrigle
Kate McGarrigle (Mont-real, Quebec, 6 de febrer de 1946 - Mont-real, Quebec, 18 de gener de 2010) va ser una cantautora quebequesa.
Formava un grup amb la seva germana Anna i era la mare del Rufus i la Martha Wainwright. El seu pare és el seu exmarit Loudon Wainwright III qui també és músic.

## Discografía de les germanes McGarrigle
- 1975 - Kate and Anna McGarrigle
- 1976 - Dancer with Bruised Knees
- 1978 - Pronto Monto
- 1981 - Entre Lajeunesse et la sagesse
- 1982 - Love Over and Over
- 1990 - Heartbeats Accelerating
- 1996 - Matapédia (Juno Award for Roots & Traditional Album of the Year - Group, 1997)
- 1998 - The McGarrigle Hour (Juno Award for Roots & Traditional Album of the Year - Group, 1999)
- 2003 - La vache qui pleure
- 2005 - The McGarrigle Christmas Hour